# 山形敞一
山形 敞一（やまがた しょういち、1913年2月27日 - 1998年9月14日）は、日本の内科医。専門は、消化器病学（特に膵臓疾患）。東北大学名誉教授。1986年勲二等瑞宝章受章。

## 経歴
宮城県石巻市生まれ。石巻中学校（旧制）、第二高等学校（旧制）、東北帝国大学医学部卒業。1936年、内科学第三講座（教授山川章太郎、助教授黒川利雄）に入局。1957年に黒川利雄の後任として東北大学医学部第三内科講座教授、尚仁会第二代会長に就任。
宮城県対がん協会会長、日本癌治療学会総会会長、日本内科学会総会会頭、日本医史学会会長などを歴任。日本対がん協会賞、石巻市民功労賞などを受賞。アララギ派歌人としても著名で、多くの歌集があるほか、医学史特に仙台藩の医学史を研究した。1998年（平成10年）胃癌のため逝去、享年85。その年、日和山の情景を詠んだ顕彰歌碑が、生家を見下ろす石巻市日和山公園に建立された。

## 参考資料
- 尚仁会誌（東北大学医学部第三内科同窓会誌）、山形教授退官記念特集号（昭和52年）
- 艮陵同窓会百二十年史、東北大学医学部艮陵同窓会　（平成10年）
- 尚志（第二高等学校同窓会誌）、65号（平成11年）

## 著書
- 遠国―歌集、群山叢書、(昭和31年)
- みちのく文化私考、万葉堂出版 (昭和58年)
- 日本人は120歳まで生きられる―ことわざの医学,現代養生訓、講談社 (昭和60年)